# Riosa
Riosa ist eine spanische Gemeinde (concejo in Asturien, entspricht dem municipio im übrigen Spanien) in der autonomen Region Asturien. Es grenzt im Norden an Morcín, im Süden an Lena und Quiros, im Osten an Mieres. Der Hauptort und Sitz der Gemeindeverwaltung ist La Vega.

## Historie

### Das Wappen
- oben: das Engelskreuz
- unten: bezieht sich auf die Lage am Rande der Sierra del Aramo mit den beiden Flüssen Rio Xuncar und Rio Grandiella die die Gemeinde durchfließen.

### Antike bis zur Neuzeit
Zahlreiche Funde aus der Bronzezeit belegen die frühe Besiedelung und den wirtschaftlichen Erfolg der Gemeinde. Der Reichtum an Kupfer und die saftigen Weiden der Berghänge und Täler hatten zur Folge, dass die Region bereits sehr früh, aber langanhaltend besiedelt wurde. Eine erste Erwähnung der Gemeinde stammt aus dem Jahr 857 aus einem Testament, welches sich jedoch als Fälschung herausstellte. Tatsächlich wurde aus 1075 eine Schenkungsurkunde bestätigt, welche die Pfarrei Santa María de Riosa an des Erzbistums Oviedo bescheinigt.

### Neuzeit
Die Gemeinde selbst trat erst wieder in der Neuzeit bedeutend in Erscheinung als Mitte des 19. Jahrhunderts der Kohlenabbau für die zunehmende Industrialisierung von Bedeutung wurde. Hulleras de Riosa (span.: Steinkohlenzechen von Riosa) war eines der großen Bergbauunternehmen Asturiens.

## Politik
| Historische Entwicklung im Gemeinderat von Riosa | Historische Entwicklung im Gemeinderat von Riosa | Historische Entwicklung im Gemeinderat von Riosa | Historische Entwicklung im Gemeinderat von Riosa | Historische Entwicklung im Gemeinderat von Riosa | Historische Entwicklung im Gemeinderat von Riosa | Historische Entwicklung im Gemeinderat von Riosa | Historische Entwicklung im Gemeinderat von Riosa | Historische Entwicklung im Gemeinderat von Riosa | Historische Entwicklung im Gemeinderat von Riosa | Historische Entwicklung im Gemeinderat von Riosa |
| ------------------------------------------------ | ------------------------------------------------ | ------------------------------------------------ | ------------------------------------------------ | ------------------------------------------------ | ------------------------------------------------ | ------------------------------------------------ | ------------------------------------------------ | ------------------------------------------------ | ------------------------------------------------ | ------------------------------------------------ |
| Partei                                           | 1979                                             | 1983                                             | 1987                                             | 1991                                             | 1995                                             | 1999                                             | 2003                                             | 2007                                             | 2011                                             | 2015                                             |
| PSOE                                             | 6                                                | 6                                                | 9                                                | 7                                                | 6                                                | 6                                                | 5                                                | 5                                                | 6                                                | 5                                                |
| PCE / IU-BA                                      | 2                                                | 1                                                | 1                                                | 3                                                | 2                                                | 2                                                | 3                                                | 4                                                | 4                                                | 5                                                |
| CD / AP / PP                                     |                                                  | 2                                                | 1                                                | 1                                                | 2                                                | 1                                                | 1                                                | 2                                                | 1                                                |                                                  |
| UCD / CDS                                        | 1                                                |                                                  |                                                  |                                                  |                                                  |                                                  |                                                  |                                                  |                                                  |                                                  |
| URAS                                             |                                                  |                                                  |                                                  |                                                  |                                                  | 1                                                | 1                                                |                                                  |                                                  |                                                  |
| AA                                               |                                                  |                                                  |                                                  |                                                  | 1                                                | 1                                                | 1                                                |                                                  |                                                  |                                                  |
| Parteilose                                       | 2                                                |                                                  |                                                  |                                                  |                                                  |                                                  |                                                  |                                                  |                                                  |                                                  |
| FAC                                              |                                                  |                                                  |                                                  |                                                  |                                                  |                                                  |                                                  |                                                  |                                                  | 1                                                |
| Total                                            | 11                                               | 9                                                | 11                                               | 11                                               | 11                                               | 11                                               | 11                                               | 11                                               | 11                                               | 11                                               |

## Wirtschaft
| TOTAL | 258 | 100   |
| Ackerbau, Viehzucht und Fischerei                                                                                    | 58  | 6,98  |
| Industrie | 13  | 5,04  |
| Bauwirtschaft | 31  | 12,02 |
| Dienstleistungsbetriebe                                                                                              | 196 | 75,97 |
| * Daten aus dem Statistischen Amt für Wirtschaftliche Entwicklung in Asturien, Stand 2009 (PDF-Datei; 106 kB), SADEI |     |       |

## Bevölkerungsentwicklung
Quelle: INE

## Dörfer und Weiler in der Gemeinde
| Ortschaft                                      | Einwohnerzahl 2009 | Lage                        |
| ---------------------------------------------- | ------------------ | --------------------------- |
| La Ará (L'Ará)                                 | 729                | 43° 14′ 4″ N, 5° 52′ 40″ W  |
| La Cantera                                     | 24                 | 43° 12′ 29″ N, 5° 53′ 3″ W  |
| Cerecedo (Cereceo)                             | 3                  | 43° 13′ 58″ N, 5° 54′ 7″ W  |
| El Collado (El Collau)                         | 2                  |                             |
| La Cuba                                        | 1                  |                             |
| Doñajuande (Doñaxuande)                        | 40                 | 43° 14′ 4″ N, 5° 53′ 6″ W   |
| Felguera                                       | 92                 | 43° 13′ 14″ N, 5° 53′ 1″ W  |
| Fresnedo (Fresneo)                             | 9                  |                             |
| Grandiella                                     | 33                 | 43° 14′ 27″ N, 5° 54′ 42″ W |
| La Juncar (La Xuncar)                          | 66                 | 43° 13′ 33″ N, 5° 51′ 52″ W |
| Llamo                                          | 13                 | 43° 11′ 30″ N, 5° 53′ 1″ W  |
| Las Llanas (Les Llanes)                        | 6                  | 43° 12′ 26″ N, 5° 51′ 15″ W |
| La Marina                                      | 17                 |                             |
| Muriellos                                      | 48                 | 43° 13′ 33″ N, 5° 53′ 13″ W |
| Nijeres (Nigeres)                              | 258                | 43° 13′ 41″ N, 5° 52′ 57″ W |
| Piedrafita                                     | 18                 | 43° 14′ 22″ N, 5° 52′ 33″ W |
| Prunadiella (Prunadiella)                      | 201                | 43° 13′ 56″ N, 5° 52′ 31″ W |
| La Puente Alta (La Pontialta)                  | 57                 | 43° 13′ 51″ N, 5° 52′ 59″ W |
| San Adriano (San Adriano)                      | 3                  |                             |
| Las Tejeras (Les Texeres)                      | 9                  |                             |
| La Vara (La Vara)                              | 11                 |                             |
| La Vega (La Vega-capital)                      | 354                | 43° 13′ 51″ N, 5° 52′ 56″ W |
| Villameri (Villamer)                           | 62                 | 43° 14′ 8″ N, 5° 52′ 14″ W  |
| Ablanedo (Ablaneo)                             | 8                  |                             |
| Las Agüeras (Les Agüeres)                      | 5                  |                             |
| El Cabornín (El Caburnín)                      | 5                  |                             |
| El Canto (El Cantu)                            | 9                  |                             |
| El Corujedo (El Curuxeo)                       | unbewohnt          |                             |
| La Castañar (La Castañar)                      | 6                  |                             |
| Envernaes (Envernaes)                          | 11                 |                             |
| Las Gateras (Les Gateres)                      | 23                 | 43° 14′ 30″ N, 5° 54′ 31″ W |
| La Granja (La Granxa)                          | 9                  |                             |
| El Huésped (El Güespe)                         | 3                  |                             |
| La Llaneza (La Llaneza)                        | 2                  |                             |
| Panderraíces (Panderraíces)                    | 13                 |                             |
| Porció (Purció)                                | 13                 | 43° 14′ 41″ N, 5° 54′ 1″ W  |
| La Rebolla (La Rebolla)                        | 4                  |                             |
| El Rotellín (El Rotellín)                      | 13                 | 43° 13′ 55″ N, 5° 53′ 6″ W  |
| Rozacajil (Rozacaxil)                          | 1                  |                             |
| El Teleno (El Teleno)                          | 13                 | 43° 14′ 32″ N, 5° 54′ 2″ W  |
| La Zorera de las Llanas (L'Azorera les Llanes) | 3                  |                             |
| La Zorera de Porció (L'Azorera Purció)         | 2                  |                             |
| La Ablanosa (L'Ablanosa)                       | 1                  |                             |
| El Cadabal (El Cabal)                          | unbewohnt          |                             |
| Canto la Vara (El Cantu la Vara)               | unbewohnt          |                             |

## Sehenswertes
- Pfarrkirche „Iglesia de Santa María“ in La Vega
- Naturpark „Area recreativa Viapará“
- Historische Bergwerke in den Bergzügen der Sierra de Aramo
- Kapelle „Capilla del Espíritu Santo“ in Doñajuandi erstmals erwähnt 1704
- Wallburg "Castro del Pico Castiello" in El Collado aus vorromanischer Zeit
- Eine Vielzahl der unterschiedlichsten Horreos aus mehreren Jahrhunderten

Eine Vielzahl von Baudenkmälern aus teilweise vorromanischer Zeit sowie Nekropolen und Wallburgen finden sich im gesamten Gemeindegebiet.

### Feste und Feiern
Die wichtigste Fiesta ist am ersten Sonntag im Oktober, das Patronatsfest (Kirchweih) Nuestra Señora del Rosario.